# MTV Movie Awards México
Los MTV Movie Awards México fue un programa de premios realizada por primera vez en el año 2003, siendo su última entrega en el año 2005. Su programa predecesor eran los MTV Movie Awards Latin America, que festejaba a las películas de Latinoamérica. El programa está basado en el formato de los MTV Movie Awards estadounidenses, celebrando principalmente a películas y actores mexicanos.
Los ganadores eran votados a través de encuestas con los espectadores de MTV.

## Ganadores

### 2003
- Película Favorita: Amar te duele[2]
- Actriz Favorita: Martha Higareda como Renata - Amar te duele[2]
- Actor Favorito: Gael García Bernal como El Padre Amaro - El crimen del Padre Amaro[2]
- Mejor Rola Peliculera: "Amarte Duele" — Natalia Lafourcade (Amar te duele)[2]
- Mejor Secuencia Cachonda: Miguel Rodarte con todas - El Tigre De Santa Julia[2]
- Villano Favorito: Alfonso Herrera como Francisco - Amar te duele[2]
- Mejor Bichir en una Película: Demián Bichir como Manny - Bendito infierno[2]
- La Leyenda: Rodolfo Guzmán (El Santo)
- La Promesa: Fernando Embicke

### 2004
- Película Favorita: Nicotina[3]
- Actriz Favorita: Ana de la Reguera como Ana - Ladies' Night[3]
- Actor Favorito: Diego Luna como Lolo - Nicotina[3]
- Mejor Rola Peliculera: "Desde Que Llegaste" — Reyli (Ladies' Night)[3]
- Mejor Cachondez: Table Dance de Ana Claudia Talancón y Ana de la Reguera - Ladies' Night[3]
- Mejor Diego en una Película: Como Lolo - Nicotina[3]
- Peor Fumador: Lolo (Diego Luna) - Nicotina[3]
- Mejor Cameo: José María Yazpik como Joaquín el vecino - Nicotina[3]
- Héroe Más Sexy: Orlando Bloom como Will Turner - Pirates of the Caribbean: The Curse of the Black Pearl[3]
- Villana Más Sexy: Demi Moore como Madison Lee - Charlie's Angels: Full Throttle[3]
- Mejor Cinematografía en un Videoescándalo: René Bejarano o "No me cierra el maletín"
- Mejor Colin Farrel en una Película: como Jim - S.W.A.T.[3]
- Milagro Más Divino en una Película: El busto de Grace (Bruce hace más grande los pechos de su esposa) - Bruce Almighty (Jim Carrey)[3]
- Mejor Look: Johnny Depp como Jack Sparrow - Pirates of the Caribbean: The Curse of the Black Pearl[3]
- Gringo/a Más Gracioso en Japón: Tom Cruise como Nathan Algren - El último samurái[3]
- La Leyenda: Rosa Gloria Chagoyán[3]

### 2005
- Película de la Gente: Matando cabos[4]
- Actor Favorito: Tony Dalton como Jaque - Matando cabos[4]
- Actriz Favorita: Danny Perea como Rita - Temporada de patos[4]
- Mejor Rola Peliculera: "Un Héroe Real" — Aleks Syntek (Robots)[4]
- Mejor Caricatura de Voz: Eugenio Derbez como Burro - Shrek 2[4]
- Sexo Más Bizarro: Jacqueline Voltaire y Silverio Palacios - Matando cabos[4]
- Trío Más Deseable para una Película: Anahí, Dulce María y Jolette - Rebeldía académica[4]
- La Leyenda: Xavier López "Chabelo"[4]